# Boris Trachtenbrot
Boris Avraamovič Trachtenbrot (in russo Борис Авраамович Трахтенброт?; in ebraico בועז טרכטנברוט‎?; Brichevo, 19 febbraio 1921 – Rehovot, 19 settembre 2016) è stato un matematico israeliano di origine sovietica, specialista di logica matematica, algoritmica, teoria della computazione e cibernetica. Conosciuto anche come Boaz Trakhtenbrot,  è originario della Bessarabia, dove nacque in una colonia agricola ebraica, in un territorio che oggi appartiene al Distretto di Dondușeni, in Moldavia.

## Biografia scientifica
Esiliato dal paese nel 1941, inviato ai lavori forzati in Siberia, conseguì la laurea nel 1947. Ha lavorato ad Akademgorodok, a Novosibirsk, e all'Università statale di Novosibirsk durante gli anni sessanta e settanta.. 
Dopo essersi trasferito in Israele, nel mese di dicembre 1980 divenne professore ordinario al dipartimento di Informatica dell'Università di Tel Aviv, ateneo presso il quale ricopre la posizione di professore emerito dal 1991.
Trakhtenbrot è stato uno dei pionieri dell'informatica teorica in Unione Sovietica e un teorico di rilievo nel campo della matematica discreta, dei linguaggi formali, della logica matematica, informatica, in particolare della teoria degli automi.
La sua monografia matematica, dal titolo «Algoritmi e macchine calcolatrici automatiche» («Алгоритмы и машинное решение задач» 2 edizioni: 1957 e 1960) è stata tradotta in bulgaro, inglese, francese (entrambe le edizioni), ceco, cinese (entrambe le edizioni), giapponese, spagnolo (entrambe le edizioni), italiano (la seconda edizione), turco, tedesco e polacco.

La traduzione in italiano, condotta sulla seconda edizione inglese, è stata pubblicata nel 1964 presso l'editore Progresso tecnico editoriale, nella serie "Argomenti di matematica" diretta da Corrado Mangione.